# Chicago VII
Chicago VII è il sesto album discografico in studio del gruppo musicale statunitense Chicago, pubblicato nel 1974.

## Tracce
Side 1
1. Prelude to Aire – 2:47
2. Aire – 6:27
3. Devil's Sweet – 10:07

Side 2
1. Italian From New York – 4:14
2. Hanky Panky – 1:53
3. Life Saver – 5:18
4. Happy Man – 3:34

Side 3
1. (I've Been) Searchin' So Long – 4:29
2. Mongonucleosis – 3:26
3. Song of the Evergreens – 5:20
4. Byblos – 6:18

Side 4
1. Wishing You Were Here – 4:37
2. Call on Me – 4:02
3. Woman Don't Want to Love Me – 4:35
4. Skinny Boy – 5:12

## Formazione
- Peter Cetera - basso, voce
- Terry Kath - chitarre, voce, basso, campana
- Robert Lamm - tastiere, voce, piano, fender Rhodes, clavinet, mellotron, synth
- Lee Loughnane - tromba, voce
- James Pankow - trombone, percussioni, timbales, cori
- Walter Parazaider - flauto, sassofoni
- Danny Seraphine - batteria, percussioni, hi-hat, grancassa